# HarmonyOS
HarmonyOS (čínsky 鸿蒙 OS, pinyin Hóng Méng OS) je open source mikrokernelový distribuovaný operační systém vyvíjený společností HiSilicon – kterou vlastní společnost Huawei. Operační systém lze použít napříč různými zařízeními od chytrých telefonů po inteligentní reproduktory i senzory. Systém má být dále využitelný pro internet věcí a v přenosných zařízeních, jako jsou chytré hodinky nebo přístroje pro virtuální realitu či vozidla.

## Vývoj Harmony OS
První zprávy o vlastním operačním systému společností Huawei pocházejí z roku 2012. Tendence firmy na vyvinutí vlastního operačního systému zesílily během čínsko-americké obchodní války poté, co ministerstvo obchodu Spojených států amerických přidalo Huawei na svůj seznam entit v květnu 2019 pod obviněním, že vědomě vyvážela zboží, technologie a služby pocházející z USA do Íránu v rozporu s platnými sankcemi. To zakázalo společnostem se sídlem v USA obchodovat s Huawei bez předchozího získání licence od vlády USA. Výkonný ředitel společnosti Huawei Richard Yu popsal vlastní operační systém jako „plán B“ pro případ, že kvůli sankcím nebude možné používat Android v budoucích produktech.
Před jeho odhalením se původně spekulovalo o mobilním operačním systému, který by mohl nahradit Android na budoucích zařízeních Huawei. V červnu 2019 řekl výkonný ředitel Huawei agentuře Reuters, že operační systém se testuje v Číně a mohl by být připraven za několik měsíců.
Některá média uváděla, že tento operační systém, pojmenovaný Hongmeng, by mohl být vydán v Číně buď v srpnu nebo v září 2019, s celosvětovým vydáním ve druhém čtvrtletí roku 2020. Dne 24. května 2019 společnost Huawei zaregistrovala Hongmeng jako ochrannou známku v Číně. Jméno "Hongmeng" (čínsky: 鸿蒙;) pochází z čínské mytologie, která symbolizuje prvotní chaos nebo svět před stvořením. Ve stejný den společnost Huawei zaregistrovala ochranné známky týkající se „Ark OS“ a jiných variant u úřadu Evropské unie pro duševní vlastnictví. V červenci 2019 bylo oznámeno, že Huawei také zaregistroval ochranné známky obklopující slovo „Harmony“ pro software operačního systému pro stolní počítače a mobilní zařízení, což znamená buď jiný název, nebo součást operačního systému.
Systém HarmonyOS 1 byl poprvé použit v chytrých televizorech Honor v srpnu 2019 a později byl použit v chytrých telefonech, tabletech a chytrých hodinkách Huawei od června 2021.
V srpnu 2019, tři měsíce po zákazu užívání systému Android, Huawei veřejně představil HarmonyOS, na kterém Huawei podle svých slov pracuje od roku 2012, na své zahajovací vývojářské konferenci v Dongguanu. Huawei popsal HarmonyOS jako bezplatný distribuovaný operační systém založený na mikrokernelu pro různé typy hardwaru. Společnost se zaměřila především na zařízení internetu věcí, včetně chytrých televizí, nositelných zařízení a automobilových zábavních systémů, a výslovně nepostavila HarmonyOS jako mobilní operační systém.
HarmonyOS 2 byl oficiálně představen na konferenci Huawei Developer Conference dne 10. září 2020. Společnost Huawei oznámila, že má v úmyslu uvést operační systém na své smartphony v roce 2021. První vývojářská beta verze HarmonyOS 2.0 byla spuštěna 16. prosince 2020.
Společnost Huawei oficiálně vydala HarmonyOS 2.0 a zahájila dodávky nových zařízení s novým systémem v červnu 2021 a začala uživatelům postupně zavádět upgrady systému pro starší telefony Huawei.
V červenci 2022 společnost Huawei uvedla na trh HarmonyOS 3, který poskytuje vylepšený zážitek na různých zařízeních, jako jsou chytré telefony, tablety, tiskárny, auta a televizory.
Dne 29. června 2023 společnost Huawei spustila první vývojářskou beta verzi HarmonyOS 4. Dne 4. srpna 2023 Huawei oficiálně představil a vydal HarmonyOS 4 jako veřejnou beta verzi. Dne 9. srpna zavedla operační systém na 34 různých stávajících chytrých telefonech a tabletech Huawei – i když ve veřejné beta verzi. Spolu s HarmonyOS 4 společnost Huawei také oznámila spuštění HarmonyOS NEXT, což je „čistá“ verze HarmonyOS, bez knihoven Android (APK), a proto nekompatibilní s aplikacemi pro Android, bude se tak jednat o čistě nativní verzi systému. Huawei také oznámil, že tato verze systému nebude založená na jádru Linux, ale na svém vlastním. Systém Harmony OS next byl spuštěn 23. října 2024.

## Zastoupení na trhu
- V roce 2022 bylo zastoupení systému na trhu odhadnuto na 2 %.[10]
- V roce 2023 bylo zastoupení systému odhadnuto na 3 %.[11]

## Hardware
Platforma HarmonyOS nebyla navržena pouze pro jeden typ zařízení, ale vyvíjela se jako distribuovaný operační systém pro různá zařízení s velikostí paměti od 128 KB do více než 4 GB. Hardwarové požadavky jsou tedy pro operační systém flexibilní a může potřebovat pouze 128 KB paměti pro různá inteligentní koncová zařízení.
Huawei uvedl, že HarmonyOS bude zpočátku používán na zařízeních zaměřených na čínský trh. Bývalá dceřiná značka společnosti, Honor, v srpnu 2019 představila řadu chytrých televizorů Honor Vision jako první zařízení spotřební elektroniky s HarmonyOS. Beta verze HarmonyOS 2.0 byla spuštěna 16. prosince 2020 a podporovala řadu P30, řadu P40, řadu Mate 30, řadu Mate 40, řadu P50 a MatePad Pro.
Stable HarmonyOS 2.0 byl vydán pro chytré telefony a tablety jako aktualizace pro P40 a Mate X2 v červnu 2021. V té době byly také představeny nové modely stolních tiskáren Huawei Watch, MatePad Pro a PixLab X1 dodávané s HarmonyOS. V říjnu 2021 měl HarmonyOS 2.0 přes 150 milionů uživatelů.

## AppGallery a instalace aplikací obecně
Aplikace do zařízení s operačním systémem HarmonyOS jsou primárně dostupné přes tzv. AppGallery, což je služba určená pro stahování aplikací a her, kterou provozuje přímo Huawei. Byla dostupná již v době, kdy zařízení Huawei využívaly Android.